# August de Schleswig-Holstein-Sonderburg-Plön
August de Schleswig-Holstein-Sonderburg-Plön - August von Schleswig-Holstein-Norburg-Plön (alemany) - (Sønderborg, Dinamarca, 9 de maig de 1635 - Plön, 17 de setembre de 1699) era un noble de la Casa d'Oldenburg, el segon fill de Joaquim Ernest de Schleswig-Holstein-Sonderburg-Plön (1595-1671) i de Dorotea Augusta de Schleswig-Holstein-Gottorp (1602-1682).
De fet va ser duc només d'un petit territori de Schleswig-Holstein enton del palau de Nordborg a l'illa danesa d'Als. Va ser el fundador de la branca de Schleswig-Holstein-Sonderburg-Plön-Norburg. Des de 1645 a 1650, amb el seu germà gran  Joan Adolf. va recórrer diversos països europeus, especialment Anglaterra i França.
August va fer la carrera militar com a oficial de l'exèrcit de Brandenburg-Prússia i va ser ascendit a general d'Infanteria el 1664. Alhora, va ser nomenat governador de Magdeburg. El 21 de desembre de 1674, va ser nomenat governador de Minden, com a recompensa per la seva participació en la guerra contra l'Imperi Otomà. El 1676 va rebre l'illa d'Usedom, com a recompensa pels seus serveis a la Guerra d'Escània. Malgrat tot, en l'acord de pau de Saint-Germain-en-Laye, de 1679, s'acordà traspassar Usedom a Suècia. Quan l'elector Frederic Guillem de Brandenburg va morir el 1688, August es va retirar de l'exèrcit de Brandenburg i es va establir al palau de Nordborg.

## Matrimoni i fills
L'11 de febrer de 1647 es va casar a Plotzkau amb Elisabet Carlota d'Anhalt-Harzgerode (1647-1723), filla del príncep Frederic d'Anhalt-Harzgerode (1613-1670) i de la seva primera dona Joana Elisabet de Nassau-Hadamar. El matrimoni va tenir els següents fills:
- Joaquim Frederic (1668-1722), casat primer amb la comtessa palatina Magdalena Juliana de Birkenfeld-Gelnhausen (1686-1720, i després amb la princesa Juliana Lluïsa d'Ostfriesland (1698-1721).
- Elisabet Augusta (1669-1709).
- Sofia Carlota (1672-1720).
- Cristià Carles (1674-1706), casat amb Dorotea Cristina d'Aichelberg (1674-1762).
- Joana Dorotea (1676-1727), casada amb el príncep Guillem II de Nassau-Dillenburg (1670-1724).